# Norwegian Air UK
Norwegian Air UK (codi IATA: DI; codi OACI: NRS; indicatiu: REDNOSE) va ser una aerolínia de baix cost del Regne Unit. Establerta el novembre de 2015, operava Boeing 737-800 i Boeing 787-9 amb servei regular des de l'aeroport de Londres-Gatwick a Europa, Àsia, Amèrica del Nord i Amèrica del Sud. La seva seu central era a First Point, prop de l'aeroport de Gatwick.